# Loma de Guadalupe, Nicolás Romero
Loma de Guadalupe, även La Biznaga är en ort i Mexiko, tillhörande kommunen Nicolás Romero i delstaten Mexiko. Coyotepec ligger i den centrala delen av landet och tillhör Mexico Citys storstadsområde. Orten hade 35 677 invånare vid folkmätningen 2010.